# 波士顿交响大厅
波士顿交响大厅，位于美国马萨诸塞州波士顿市内。 它目前是波士顿交响乐团与波士顿流行乐团的驻地，与新英格兰音乐学院仅一个街区之隔。

## 历史
波士顿交响大厅于1900年10月15日落成，因为旧有的波士顿音乐厅因为筑路和修建地铁而受到威胁，它便取代了波士顿音乐厅成为波士顿交响乐团的新驻地。著名的麦金米德与怀特建筑师事务所邀请哈佛大学年轻的物理学助理教授华莱士·克莱门特·萨宾担任声学顾问，波士顿交响大厅因而成为最早运用科学的声学原理设计的演出大厅之一。

## 建筑
交响大厅以在第二次世界大战中被毁的莱比锡音乐厅为原型建造，与阿姆斯特丹音乐厅和维也纳金色大厅一样，为一狭长而高挑的“鞋盒”形。它高61英尺，宽75英尺，由后墙到舞台前共125英尺长。舞台墙面向内倾斜以使声音集中。除木质地板外，整个大厅以砖、钢铁和石膏建造，并加以适度装饰。侧面包厢的进深非常浅，这样可以避免消声和陷声。大厅的格子平顶以及装有塑像的三个侧面使每一个座位都能获得极好的音效。指挥家赫伯特·冯·卡拉扬在将波士顿交响大厅与金色大厅比较时称，“对很多音乐来说，这里甚至更好……因为这里的混响时间略少一些。”

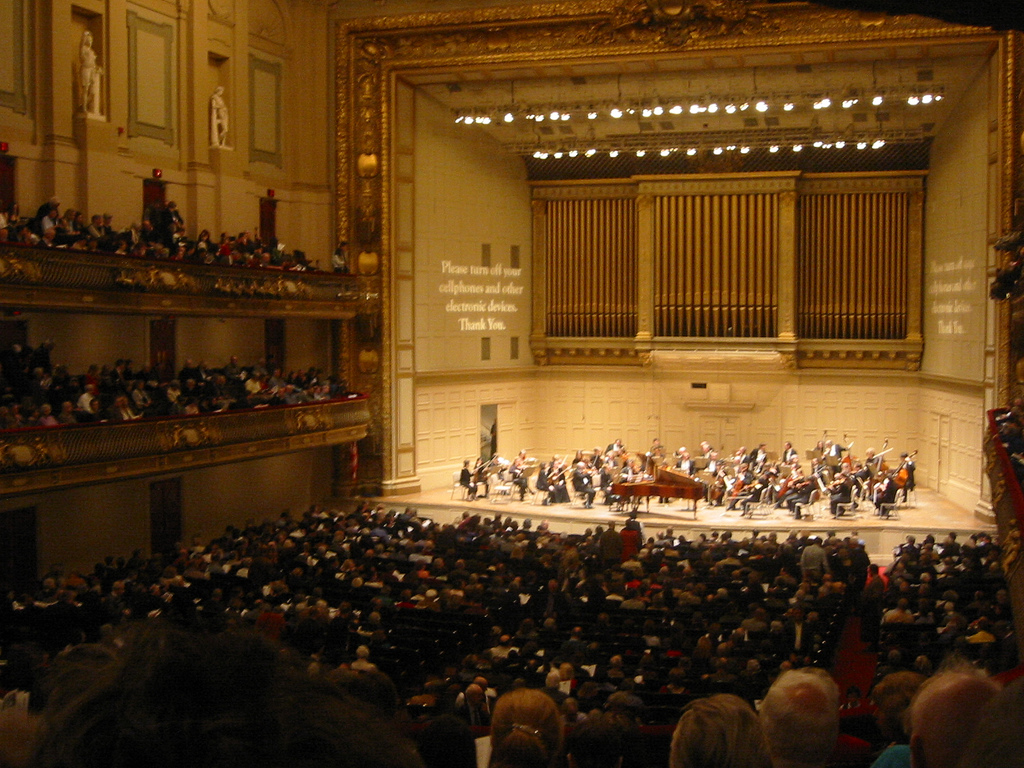
波士顿交响大厅内部

2006年时，交响大厅耗资25万美元对磨损的舞台地板进行了更换。这项工程运用了原来的技术和材料，把硬枫木、压缩羊毛衬垫和硬化钢切制钉用手工敲制在一起。1899年使用至今的杉木底层地板依然保持着良好的形状，故而留在原位继续使用。新地板使用的钉子是用制造原有的钉子使用的同样的设备制造的。甚至连原有枫木面板上的纹路也被复制以保持大厅的音响效果。拆卸下来的旧地板被手工制成笔，向公众限量发售。
大厅内的皮椅仍是1900年时的原物。在交响乐季时，大厅能容纳2625人；在流行乐季时容纳2371人；在举行宴会时能容纳800人。
因其傑出的聲學效果，波士頓大廳被評為世界百大廳院之一。

## 其他特色

### 塑像
16尊希腊和罗马塑像复制品排列在大厅的墙上，以印证波士顿广为人知的“美洲的雅典”的称号，这是19世纪早期由身为波士顿人的威廉·图多尔（1779-1830）首先提出的。其中十尊为神话人物，六尊为历史人物；所有塑像都是由P. P. Caproni and Brother用石膏制成。 
塑像的人物，由面向舞台方向右边最靠近舞台开始依次为：法翁与婴孩巴克斯（那不勒斯）；持竖琴的阿波罗（罗马）；赫库兰尼姆的女孩（德累斯顿）；跳舞的法翁（罗马）；德摩斯梯尼 （罗马）；阿纳克里翁坐像（哥本哈根）；欧里庇得斯（罗马）；凡尔赛的戴安娜（巴黎）。舞台左边最靠近舞台开始依次为：普拉克西特列斯的休息的萨堤尔（罗马）；亚马逊人（柏林）；赫耳墨斯（巴黎）；雅典娜（德累斯顿，头部在博洛尼亚）；索福克勒斯（罗马）；阿纳克里翁立像（哥本哈根）；埃斯奇纳斯（那不勒斯）；贝尔维德尔的阿波罗（罗马）。

### 管风琴
交响大厅内现有的管风琴是一架有4,800根音管的Aeolian-Skinner管风琴（编号1134），由G. Donald Harrison设计，1949年安装，有艾伯特·史怀哲的签名，是世界上最好的音乐厅管风琴之一。它替换了大厅的第一架管风琴，1900年由波士顿的George S. Hutchings制造的一架电琴键的、有62个音拴和近4,000根音管的管风琴，置于一个12英尺深、40英尺高的房间内。这架Hutchings琴在1940年代时渐渐落伍，取而代之的是重量更轻、音调更清晰的管风琴。当时经常作为乐团管风琴师的E. Power Biggs曾不懈的游说乐团更换管风琴以获得弱一些的低音和加强的高音效果。
1949年的Aeolian-Skinner琴对原有Hutchings琴的60%的音管进行了修改和再利用，并在一个和声声部增加了600根新的音管。原来32英尺长的全协和音管在1948年被切割成小块以进行回收处理。
2003年时，Foley-Baker Inc.对管风琴进行了全面的检查，保留了底盘和大部分音管，但包住了喇叭型簧管并在上面加上了主音管。另外还加入了一个新的独奏声部，并重新修缮了管风琴室以实现更好的声音投射。

### 舞台
大厅的舞台上镌刻着贝多芬的名字。他是唯一一位名字镌刻在波士顿交响大厅里的音乐家，因为他是唯一一位所有理事一致同意把名字镌刻在大厅里的音乐家。